# نووپلوتاوا
نووپلوتاوا (به لاتین: Novoplotava) یک منطقهٔ مسکونی در روسیه است که در سرزمین آلتای واقع شده‌است.